# Joseph Wauters
Joseph Wauters (Huizingen, Brabant Flamenc, 19 de febrer de 1906 - Alsemberg, 8 d'agost de 1975) va ser un ciclista belga, professional entre 1926 i 1932. En el seu palmarès destaquen dos campionats nacionals en ruta, el 1929 i 1930.

## Palmarès
- 1926
  - Vencedor d'una etapa al Critèrium des Aiglons
- 1929
  -  Campió de Bèlgica en ruta
  - 1r al Critèrium des Aiglons i vencedor de 2 etapes
  - 1r al Scheldeprijs
  - 1r a la París-Lilla
  - 1r a la París-Hénin-Liétard
  - 1r a la París-Montigny-en-Gohelle
- 1930
  -  Campió de Bèlgica en ruta
  - 1r a la París-Hénin-Liétard
- 1931
  - Vencedor de 2 etapes a la Volta a Alemanya